# Angel Reese
Angel Reese (2002. május 6.) amerikai profi kosárlabdázó, a WNBA-ben szereplő Chicago Sky csapatában játszik. Korábban egyetemen a Marlyand-en és az LSU-n játszott.
Reese középiskolába Baltimore városi Saint Frances Academy-be járt, ahol 2020-ban McDonald's All-American elismerést kapott és évfolyamának második legjobb játékosának számított.

## Középiskolás évek
Kezdetekkor csapattársa volt a későbbi WNBA játékos Nia Clouden. Magassága és atletikussága miatt mind az öt poszton bevethető volt és már első szezonja féltávjánál bekerült a kezdőcsapatba. Elsőévesként 11,1 pontot és 11 lepattanót átlagolt meccsenként ezzel kiérdemelve az All-Metro Első Csapat díjat. Csapatával 31 mérkőzésből 30-at megnyertek, ezzel ők lettek az elsők a saját konferanciájukban. Az egyetlen meccsen, amin kikaptak, Reese 20 pontot dobott, és szedett mellé 24 lepattanót, végül egy dudaszós visszatett labdával ő mentette a meccset hosszabbításra.
Másodévesként Reese megint All-Metro Első Csapat tag lett és megint megnyerte csapatával a konferenciájukat, ekkor 24-4-es rekorddal. Ebben a szezonban átlagban meccsenként 17,6 pont, 12,1 lepattanó, 3,1 gólpassz és 1,8 blokk állt a neve mellett.
Harmadévesként hamar eltiltották, miután egy edzőmérkőzésen arcon ütötte egyik ellenfelét, azonban súlyosabb büntetést nem kapott. Reese 22,6 pontot és 19,3 lepattanót átlagolt, All-Metro Az Év Játékosa lett, miután újra konferencia bajnoki címet ünnepelhetett csapatával.
2020 januárjában az Arcbishop Spalding Középiskola edzője Lisa Smith ki lett rúgva a csapat kispadjáról, miután nyílvánosságra kerültek a személyes üzenetei, amikben Reese viselkedését kritizálta. Reese édesanyja szerint az üzenetek túlságosan fajra fókuszálóak voltak. 2020. január 31-én Reesenek a 10-es mezszámát visszavonultatták St. Frances-ben ezzel ő lett az első női játékos, aki megkapta ezt az elismerést. Végzősként 18,6 pontot, 10,2 lepattanót, 3,4 gólpasszt és 2,5 blokkot átlagolt és zsinórban negyedjére nyerte meg csapatával a konferancia bajnoki címét.

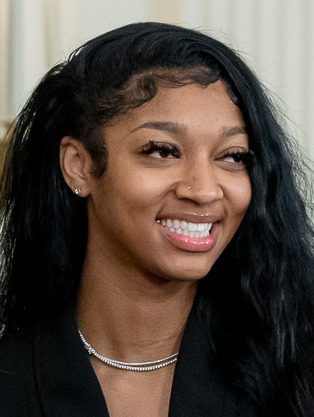
2023

Reese középiskolás éveit 1720 dobott ponttal és 1250 lepattanóval zárta.

## Statisztikák
A Basketball Reference adatai alapján.

### Egyetem
| Év      | Csapat   | JM  | KM  | JP/M | MG%  | 3P%  | BD%  | LP/M | GP/M | L/M | B/M | P/M  |
| ------- | -------- | --- | --- | ---- | ---- | ---- | ---- | ---- | ---- | --- | --- | ---- |
| 2020-21 | Maryland | 15  | 4   | 15.1 | .467 | .167 | .671 | 6.0  | 1.1  | .6  | 1.3 | 10.0 |
| 2021-22 | Maryland | 32  | 31  | 25.9 | .500 | .182 | .683 | 10.6 | 1.5  | 1.7 | 1.1 | 17.8 |
| 2022-23 | LSU      | 36  | 36  | 33.6 | .525 | .167 | .708 | 15.4 | 2.3  | 1.8 | 1.6 | 23.0 |
| 2023-24 | LSU      | 33  | 33  | 31.4 | .471 | .111 | .726 | 13.4 | 2.3  | 1.9 | 1.0 | 18.6 |
| Karrier | Karrier  | 116 | 104 | 28.5 | .498 | .156 | .704 | 12.3 | 1.9  | 1.6 | 1.2 | 18.6 |

### WNBA

#### Alapszakasz
| Év       | Csapat      | JM | KM | JP/M | MG%  | 3P%  | BD%   | LP/M | GP/M | L/M | B/M | P/M  |
| -------- | ----------- | -- | -- | ---- | ---- | ---- | ----- | ---- | ---- | --- | --- | ---- |
| 2024     | Chicago Sky | 24 | 24 | 31.7 | .402 | .200 | .760  | 11.9 | 1.8  | 1.4 | .4  | 13.5 |
| Karrier  | Karrier     | 24 | 24 | 31.7 | .402 | .200 | .760  | 11.9 | 1.8  | 1.4 | .4  | 13.5 |
| All-Star | All-Star    | 1  | 1  | 17.9 | .500 | .000 | 1.000 | 1.0  | 11.0 | .0  | 1.0 | 12.0 |